# یوهان لاچور
یوهان لاچور (انگلیسی: Yohan Lachor؛ زادهٔ ۱۷ ژانویهٔ ۱۹۷۶) بازیکن فوتبال اهل فرانسه است.
از باشگاه‌هایی که در آن بازی کرده‌است می‌توان به باشگاه فوتبال لانس، باشگاه فوتبال سروت ۱۸۹۰، و باشگاه فوتبال سدان اشاره کرد.